# Світин
Світи́н — село в Україні, в Житомирському районі Житомирської області. Населення становить 397 осіб.

## Історія
У 1868 році Хутір Харченка Левківської волості Житомирського повіту Волинської губернії.
Село постраждало внаслідок Голодомору 1932—1933 рр.
Колишній орган місцевого самоуправління — Оліївська сільська рада.

## Населення

### Мова
Розподіл населення за рідною мовою за даними перепису 2001 року:
| Мова       | Кількість | Відсоток |
| ---------- | --------- | -------- |
| українська | 381       | 95.97%   |
| російська  | 16        | 4.03%    |
| Усього     | 397       | 100%     |

## Транспорт
Біля села проходить залізниця, зупинка Світин. У тепле півріччя через день ходить дизель-поїзд Житомир-Коростишів.

## Постаті
В Світині похований Заброцький Вадим Йосипович (1979—2014) — майор (посмертно) Збройних сил України, учасник російсько-української війни.